# 李国纬
李国纬（1958年12月—）是一位加拿大华人厨师和美食作家。

## 生平
1958年出生于香港，是家里六个孩子中最小一个，曾经在香港半岛酒店做学徒，1978年移民加拿大并认识第一任妻子，1983年与妻子计划返回香港，同年妻子遭遇大韩航空007号班机空难丧生，1987年在加拿大多伦多创立自己的餐厅，1991年再婚并有三个孩子。